# Patsy O'Hara
Patsy O'Hara (en gaélico irlandés: Peatsaí Ó hEadhra; 11 de julio de 1957 - 21 de mayo de 1981) fue un terrorista republicano irlandés que formó parte del Ejército Irlandés de Liberación Nacional (INLA, por sus siglas en inglés) y que participó en dos huelgas de hambre.

## Biografía
Nació en el barrio de Bishop Street, en Derry, Irlanda del Norte. O'Hara se unió al movimiento republicano Na Fianna Éireann en 1970. Un año después su hermano Sean fue encarcelado sin juicio en la prisión Long Kesh durante la operación Demetrius. A finales de 1971, un soldado le disparó mientras defendía una barricada. Debido a las lesiones no pudo participar en la marcha por los derechos civiles conocida como el Domingo Sangriento, pero la vio pasar por Brandywell Road. Los sucesos de aquel día le marcaron de por vida.
En octubre de 1974, O’Hara fue encarcelado sin juicio en Long Kesh, y después de su puesta en libertad en abril de 1975 se afilió al Partido Republicano Socialista Irlandés (IRSP, por sus siglas en inglés) y al INLA. En junio de 1975 fue arrestado en Derry y permaneció en prisión preventiva durante seis meses. Sucesos que se repitieron al año siguiente: en septiembre de 1976 fue detenido de nuevo y retenido en prisión preventiva durante cuatro meses.
El 10 de mayo de 1978, fue detenido en la calle O'Connell, la más importante de Dublín, a tenor de lo dispuesto en el artículo 30 de la ley irlandesa de delitos contra la seguridad del Estado y fue puesto en libertad 18 horas después. Regresó a Derry en enero de 1979 y participó de manera activa en el INLA. El 14 de mayo de 1979 fue arrestado y acusado de tener en su posesión una granada de mano, delito por el que fue condenado a 8 años de prisión en enero de 1980.
Asumió el cargo de Comandante de los prisioneros del INLA al inicio de la primera huelga de hambre en 1980 y se unió a la huelga de hambre de 1981 el 22 de marzo. [cita requerida]
Falleció el 21 de mayo de 1981 a las 23:29, después de 61 días de huelga de hambre, a la edad de 23 años. Sus padres respetaron su voluntad y no consintieron que los médicos intervinieran para salvarle la vida. [cita requerida] Tiempo después, un comando de la Fracción del Ejército Rojo (RAF) de Alemania fue nombrado "Comando O’Hara" en su honor.
Tras 26 años, en 2007, su madre Peggy O'Hara se presentó a las elecciones generales a la Asamblea de Irlanda del Norte, en la circunscripción de Foyle. No la eligieron, pero fue uno de los candidatos de los republicanos disidentes (contrarios al Sinn Féin y a los Acuerdos de Viernes Santo) más votados de la historia, con 1.789 votos. En la víspera de las elecciones, cerca de 330 ex presos republicanos escribieron una carta al diario Derry Journal apoyando su campaña.
|                                       | Huelga de hambre de 1981 en Irlanda del Norte |
| ------------------------------------- | --- |
| Participantes que fallecieron         | Bobby Sands, Francis Hughes, Raymond McCreesh, Patsy O'Hara, Joe McDonnell, Martin Hurson, Kevin Lynch, Kieran Doherty, Thomas McElwee, Michael Devine                                                   |
| Participantes que sobrevivieron       | Brendan McLaughlin, Paddy Quinn, Laurence McKeown, Pat McGeown, Matt Devlin, Liam McCloskey, Patrick Sheehan, Jackie McMullan, Bernard Fox, Hugh Carville, John Pickering, Gerard Hodgkins, James Devine |
| Personalidades políticas y religiosas | Margaret Thatcher, Garret FitzGerald, Charles Haughey, Humphrey Atkins, James Prior, Bernadette Devlin McAliskey, Owen Carron, Tomás Ó Fiaich, Basil Hume, Denis Faul, John Magee                        |